# Lied der Deutschen
Cântecul germanilor  (în germană Das Lied der Deutschen) este imnul național al Germaniei. Versurile sale sunt scrise de către August Heinrich Hoffmann von Fallersleben în 1841, pe o melodie de Franz Joseph Haydn.

## Istorie
Melodia a fost compusă în 1797, ca parte dintr-un cvartet de coarde. Inițial acest cântec a fost folosit drept imnul împăratului Francisc II, "Gott erhalte Franz den Kaiser" ("Domnul să-l aibă în pază pe împăratul Franz"). Cântecul a devenit imn național oficial german abia în 1922. După 1952 el redevine imn național, dar numai de-facto. La ocazii oficiale se cântă numai strofa a treia. Aceasta este situația și până în ziua de azi în Germania reunită.
Cântecul este cunoscut în general prin primul său vers, "Deutschland, Deutschland über alles", chiar dacă acest vers nu este rostit/cântat des, din motivele explicate mai jos.
Fallersleben a scris textul pe vremea când încă nu exista un stat unit german, ci doar o mulțime de regate și principate. El a vrut să-și exprime dorința pentru o Germanie unită și puternică. Pe acest fundal, primul vers „Deutschland, Deutschland über alles, über alles in der Welt” trebuie înțeles la origine ca un apel la populația și suveranii germani de a crea o Germanie unificată. În timpul lui Fallersleben, acest text a avut și o conotație revoluționară, de vreme ce dorința pentru o Germanie unită era mai mare decât cea pentru libertatea presei sau pentru alte drepturi liberale.
După ce aceste drepturi au fost stabilite în urma Primului Război Mondial, toate cele trei strofe au fost folosite în Imnul Național German de la 1922. În anii ce au urmat, totuși, partidele naționaliste precum Partidul Nazist al lui Hitler au impus în interes propriu și abuziv reinterpretarea a primului vers „Deutschland, Deutschland über alles”. Interpretarea impusă a fost „Germania ar trebui să conducă toată lumea”, iar idea lui Fallersleben despre o țară-mamă unificată pentru toți germanii a fost inclusă în inițiativa „Heim ins Reich” (traducere aproximativă: Reîntoarce-te în Reich), care a cauzat finalmente Al Doilea Război Mondial.
Din 1945 până în 1949 imnul a fost interzis în zona de ocupație americană. În 1949, când Germania de Vest (Bundesrepublik Deutschland - Republica Federală Germania) a început să se reconstituie ca o nouă țară democrată, a apărut ideea că toate aceste conotații ar face imposibilă continuarea existenței imnului cu toate strofele. Astfel, în 1952, la cererea cancelarului Konrad Adenauer, președintele Theodor Heuss a aprobat cântecul germanilor, cântat la ocazii oficiale numai cu ultima strofă. Cântecul acesta a devenit din nou imn național, dar numai de-facto, adică fără o bază legală formală.
După reunificarea Germaniei, președintele Richard von Weizsäcker a constatat într-o scrisoare, datată la 19 august 1991, către cancelarul Helmut Kohl că strofa a treia este imnul Germaniei reunite. Pe 23 august 1991 Helmut Kohl a răspuns afirmativ în numele guvernului german. Până în 1990, RDG a avut un alt imn, intitulat Auferstanden aus Ruinen (Ridicați dintre ruine).

## Versuri și traducere
Acestea sunt versurile Lied der Deutschen asa cum au fost scrise de Hoffmann von Fallersleben.
Doar a III-a strofă este folosită ca imnul național al Republicii Federale Germane.
| Deutschland, Deutschland über alles, Über alles in der Welt, Wenn es stets zu Schutz und Trutze Brüderlich zusammenhält. Von der Maas bis an die Memel, Von der Etsch bis an den Belt, \|: Deutschland, Deutschland über alles, Über alles in der Welt! :\| | Germania, Germania mai presus de toate, Decât orice pe lume, Întotdeauna pentru protecție și apărare frați împreună. De la Meuse la Neman, de la Adige la Belt. \|: Germania, Germania mai presus de toate, Decât orice pe lume! :\|                        |  |  |
| Deutsche Frauen, deutsche Treue, Deutscher Wein und deutscher Sang Sollen in der Welt behalten Ihren alten schönen Klang, Uns zu edler Tat begeistern Unser ganzes Leben lang. \|: Deutsche Frauen, deutsche Treue, Deutscher Wein und deutscher Sang! :\|  | Femeile germane, loialitatea germană, Vinul german și cântecul german să păstreze în lume Sunetul lor vechi și frumos, Să ne inspire la fapte nobile Viața noastră toată. \|: Femeile germane, loialitatea germană,, : Vinul german și cântecul german! :\| |  |  |
| Einigkeit und Recht und Freiheit Für das deutsche Vaterland! Danach lasst uns alle streben Brüderlich mit Herz und Hand! Einigkeit und Recht und Freiheit Sind des Glückes Unterpfand; \|: Blüh' im Glanze dieses Glückes, Blühe, deutsches Vaterland! :\|  | Unitate și dreptate și libertate Pentru patria germană! Acest scop să-l năzuim Frățește, cu inimă și dăruire! Unitate și dreptate și libertate Sunt zălogul fericirii; \|: Înflorește în strălucirea acestei fericiri, Înflorește, patrie germană! :\|      |  |  |

Notă: Ultimele două fraze care au semne de repetiție ( |: și :| ) sunt cântate de două ori.